# NS4B

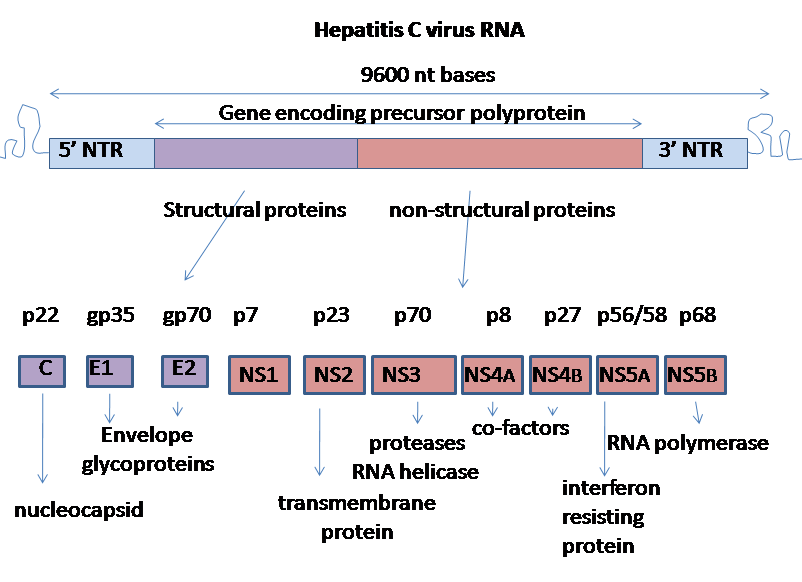
Геном ВГС

Неструктурный белок 4B (англ. Nonstructural protein 4B), сокращённо NS4B — одна из разновидностей неструктурированных белков, получающихся вследствие воздействия на полипептид, состоящего из 3010 аминокислот (NCV), вирусными протеазами, вследствие которых вырабатываются антитела на белки. Размер белка 27 кДа. Белок способствует формированию мембранозной сети (мембранной паутины) в процессе репликации вируса, регулирует клеточный цикл и иммунный ответ, активирует клеточные белки.

## Назначение белка
- Участвует в формировании мембранозной сети, в которых происходит репликация вируса;
- Регулирует клеточный цикл;
- Активирует клеточные белки регулирующие жизненный цикл;
- Участвует в онкогенной трансформации клетки.